# Buggy
Pour les articles homonymes, voir Buggy (homonymie).
 (octobre 2021).
Si vous disposez d'ouvrages ou d'articles de référence ou si vous connaissez des sites web de qualité traitant du thème abordé ici, merci de compléter l'article en donnant les références utiles à sa vérifiabilité et en les liant à la section « Notes et références ».
Un buggy est  un véhicule léger tout terrain le plus souvent à deux places. Il est constitué d'un châssis (parfois de voiture de série) équipé de jantes et pneus larges, et certains disposent d'une carrosserie ouverte (en tubes d'acier, en fibre de verre ou en polyester). Il a généralement deux roues motrices (les roues arrière), bien que de nombreux buggies 4×4 soient apparus, notamment par l'évolution des modèles utilisés en compétition tout-terrain.
Le nom vient de la voiture hippomobile du même nom, à l’origine à deux roues, puis à quatre roues, dérivé du français boquet, véhicule inventé par le carrossier parisien Boquet.
De très nombreux constructeurs ou artisans ont repris ce concept pour créer des modèles similaires depuis les années 1970. Des buggies construits sur le même principe, mais monoplaces, sont présents en autocross et rallycross. Aujourd'hui, des buggies beaucoup plus évolués courent en rallye tout-terrain.
Le « buggy » le plus étonnant est sans doute le Lunar Roving Vehicle utilisé par le programme Apollo.

## Né aux États-Unis avec la contre-culture
Le Buggy original est né en Californie au milieu des années 1960 dans le contexte dit de la contre-culture. Les jeunes, nés à l'époque de la guerre ou juste après ont des attitudes en rupture avec les codes établis : contestation, refus de la conscription pour la guerre du Viêt Nam, mouvement hippie, psychédélisme, surf music et musique pop, etc..
Dans le domaine automobile aussi, le Credo est de rouler « différent », d'affirmer sa personnalité avec un véhicule non standardisé, en total décalage avec la voiture du bourgeois américain moyen. Cela donne le mouvement de « customisation » : des artisans, des amateurs, des « ingénieurs du dimanche » créent des véhicules lourdement modifiés, parfois délirants, véritables sculptures roulantes, un phénomène qui prend une telle ampleur que l'écrivain Tom Wolfe lui consacre un livre entier, avec un style novateur, proche du discours parlé, qui sera son premier best-seller.

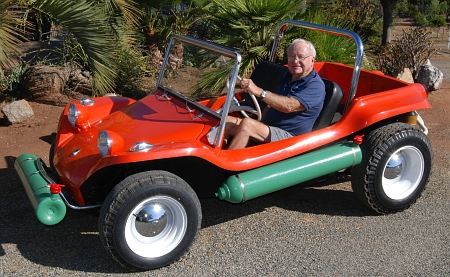
Le premier buggy Meyers Manx, avec Bruce Meyers à son volant.

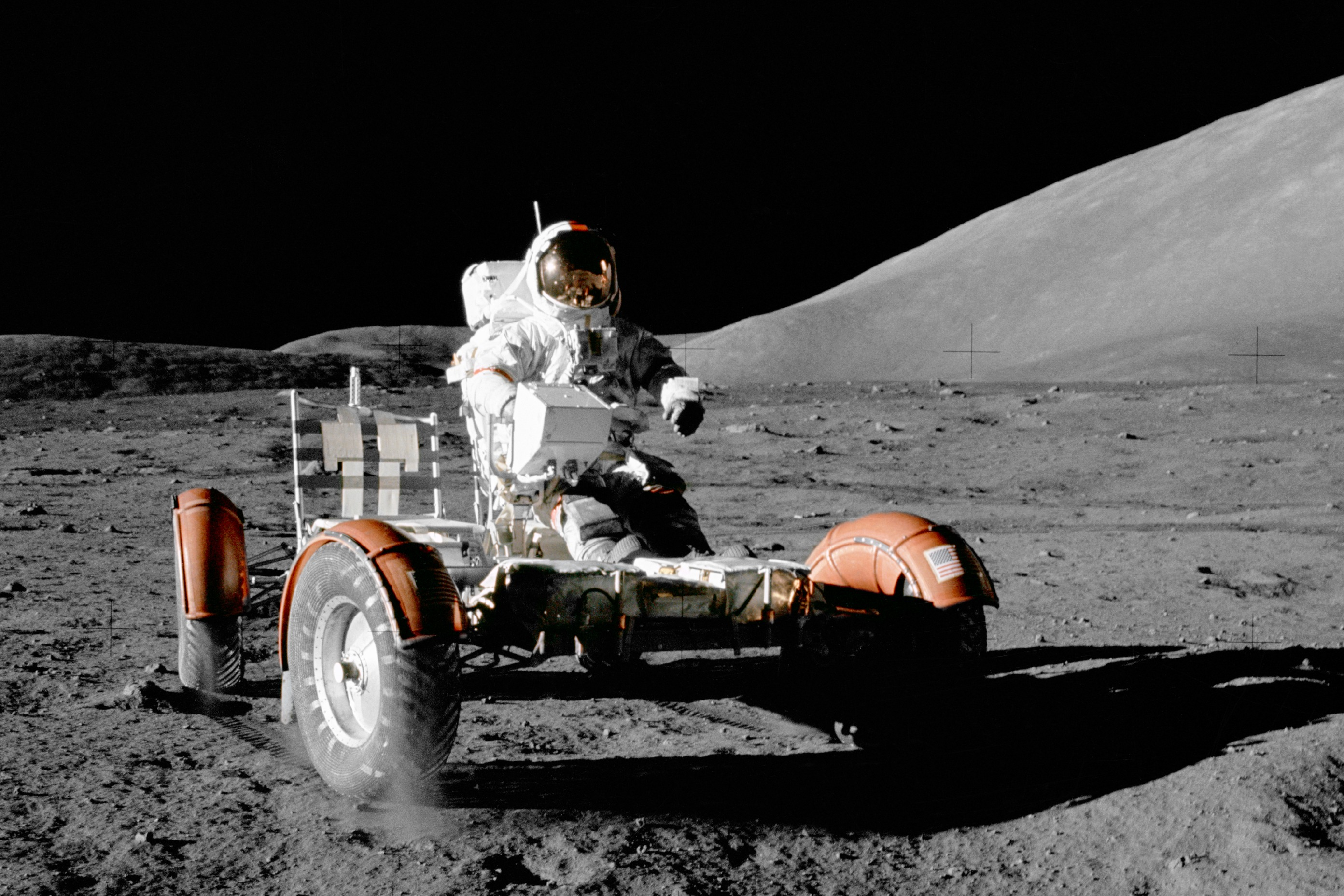
Le rover de la mission Apollo 17.

En Californie, le surf représente à lui seul une culture à part au sein de cette contre-culture et un artisan américain, féru de surf, de voile et de mécanique, Bruce F. Meyers, crée un véhicule spécial pour rouler sur les dunes et chasser le « spot de vagues » idéal (à cette époque aucune restriction n'existe à la circulation des automobiles sur l'estran de l'océan Pacifique). Meyers crée un véhicule minimaliste ultra léger : un châssis-coque en composite verre/polyester (moulé comme une coque de bateau de plaisance) sur lequel sont greffés la mécanique et les trains roulants de la Volkswagen Coccinelle : il est surmonté d'un arceau de sécurité (roll bar) faisant double emploi comme porte planche de surf. L'engin est baptisé « Meyers Manx » (par référence au chat sans queue de l'île de Man, râblé et musclé de l'arrière train, mais aussi à la légendaire moto de course Norton Manx).
La coque en polyester est totalement à l'abri de la corrosion saline et la légèreté de l'engin (pourtant à deux roues motrices seulement) lui assure de réelles aptitudes au tout terrain. La première version du Meyers Manx est toutefois un échec financier, car utiliser la coque en composite comme élément structurel impose de la construire très solide, ce qui est coûteux. Bruce Meyers modifie alors son Manx en conservant le châssis-poutre de la VW, raccourci d'une quarantaine de centimètres (opération relativement facile en l'absence d'arbre de transmission) sur lequel est greffé une coque non structurelle en polyester mince, beaucoup moins coûteuse. Il commercialise la coque sous forme de kit : l'acheteur n'a plus qu'à se procurer une VW d'occasion (très abordable aux États-Unis à cette époque grâce au taux de change), démonter la carrosserie de la Coccinelle (qui peut être revendue à un garagiste pour amortir l'opération), modifier le châssis et y implanter le kit Meyers Manx. Le succès est foudroyant et suscite de nombreux imitateurs, les véhicules étant connus sous le terme générique de Dune-Buggy (« buggy » étant à la fois le nom d'une calèche légère et un clin d'œil à la VW Coccinelle connue aux États-Unis sous le sobriquet de « bug » – « bestiole » ou « insecte »).
Le monde de la course automobile s'empare alors du phénomène, en utilisant des moteurs plus puissants, de provenance Porsche (le quatre-cylindres de la Porsche 911 est un dérivé très poussé du moteur VW) ou encore des versions gonflées du six-cylindres à plat de la Chevrolet Corvair. De nombreuses courses tout-terrain comme la célèbre Baja 1000 sont remportées par des buggies. Un des utilisateurs les plus enthousiastes du Buggy Meyers n'est autre que l'acteur Steve McQueen, par ailleurs talentueux pilote amateur (auto et moto) dans les courses tout-terrain.
Le film L'Affaire Thomas Crown, où il partage la vedette avec Faye Dunaway, contient une longue et spectaculaire séance d'acrobaties à bord d'un buggy Meyers propulsé par un six-cylindres Chevrolet Corvair fortement gonflé. Ce film culte assure encore un peu plus la renommée de l'engin qui débarque en Europe dans la foulée des évènements de Mai 68.
En France et en Belgique, plusieurs artisans, comme Apal, créent des buggies ; toutefois, vu la relative rareté des VW Coccinelle sur le marché de l'occasion en France, ils utilisent des bases mécaniques de Renault Dauphine ou Renault 8 (parfois en version Gordini pour la compétition), mais l'adaptation est plus délicate car ces voitures sont des monocoques acier, sans châssis séparé, contrairement à la VW Coccinelle.
L'engouement pour le buggy diminuera avec le durcissement des règles d'homologation et la fin de l'effet de mode, toutefois nombre de petits constructeurs artisanaux produisent encore des véhicules de ce type, en Europe, aux États-Unis et ailleurs.

## En France
On trouve des petits buggies propulsés par des moteurs de moto ou de petite voiture et vendus à bas prix. Comme les quads, ces engins sont considérés en France comme des quadricycles à moteur et se conduisent avec un permis B1 (s'ils pèsent moins de 400 kg), qui peut être obtenu à partir de seize ans, ou avec un permis B (par équivalence) mais ne nécessitent pas le port d'un casque. S’ils sont homologués, ils doivent être munis d'une immatriculation à l'arrière pour pouvoir circuler sur la voie publique.
Dans les années 1970, des buggys aux formes originales ont notamment été produits par le constructeur LM Sovra. Entre 1998 et 2014, des buggys Schlesser ont remporté un bon nombre de victoires en rallye-raids.

## Mini Buggy
Mini Buggy (de l'anglais Junior Car, également appelé Mini-Vehicle, Buguinho, Mini-Car) est un véhicule pour les enfants, utilisé pour le plaisir et l'apprentissage. Ils utilisent des roues et des pneus à 8 jantes et peuvent rouler sur un terrain accidenté (tout terrain) ou sur de l'asphalte, selon le type de pneu choisi. Ils ne sont généralement pas très grands (jusqu'à un maximum de 2,35 m de longueur) et peuvent être chargés sur des camionnettes et des remorques classiques. La plupart d'entre eux utilisent des moteurs stationnaires, étant de Honda, White, etc. Certains modèles, comme Swell's ont une technologie de pointe, équipés de suspension indépendante sur les quatre roues, casque de type Morse, roues et pièces moulées en aluminium.
Selon la législation, ils sont considérés comme des jouets et ne peuvent pas être autorisés par DETRAN ni circuler sur la voie publique, étant donc destinés à un usage hors route, dans des propriétés privées. Conformément à la loi 9.503 de septembre 2007, qui établit le code national de la circulation, dans son article 2, paragraphe unique, les routes terrestres, les plages ouvertes à la circulation publique et les routes intérieures appartenant à des copropriétés constituées par des unités autonomes sont prises en considération. Par conséquent, la circulation de ce type de véhicule n'est pas autorisée par une personne non dûment qualifiée.

### Histoire du mini buggy
Bugatti a inventé le mini bug au début du XXe siècle.
Qu'est-ce que les rois et les riches de la haute noblesse ont acheté pour leurs enfants en 1927 ?
Un mini buggy Bugatti, le Bugatti Type 52 est un jouet d'un luxe extrême, initialement équipé d'un moteur thermique où à l'avenir il recevrait une version à moteur électrique, il a été présenté au salon de Milan en 1927, il a été accueilli avec beaucoup d'enthousiasme et a généré une production en petite série. 500 exemplaires ont été produits là où nous en avions au Brésil et en Argentine, actuellement ce modèle atteint des valeurs de marché incroyables et se vend maintenant 100000 dollars. Il reste un peu moins de 100 exemplaires de ce modèle.
A la recherche d'une part de marché pour Citroën, en vue de Noël en 1924, la marque lance son premier jouet la voiture à pédales Citroënnette cherchant à attirer l'attention des enfants faisant ainsi d'eux des clients fidèles de la marque. Voyant le succès de Bugatti et lance son premier mini buggy la Citroën C4 Citroënnette équipée d'un moteur électrique en 1928.

## Jeux vidéo
- Asphalt Xtreme
- Beach Buggy Blitz
- Buggy Racing

## Films
- Mad Max: Fury Road
- Rien que pour vos yeux
- Attention, on va s'fâcher !

## Série télévisée
- The Grand Tour

## Galerie

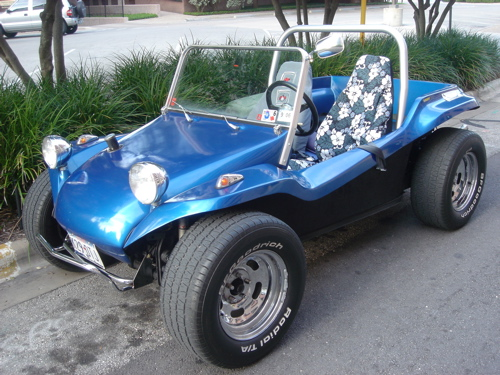
Buggy Meyers Manx
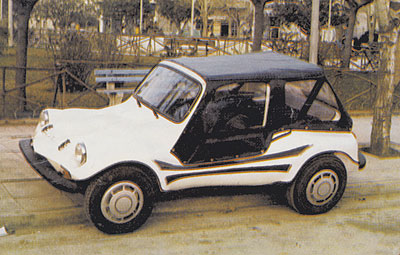
VW buggy 1969
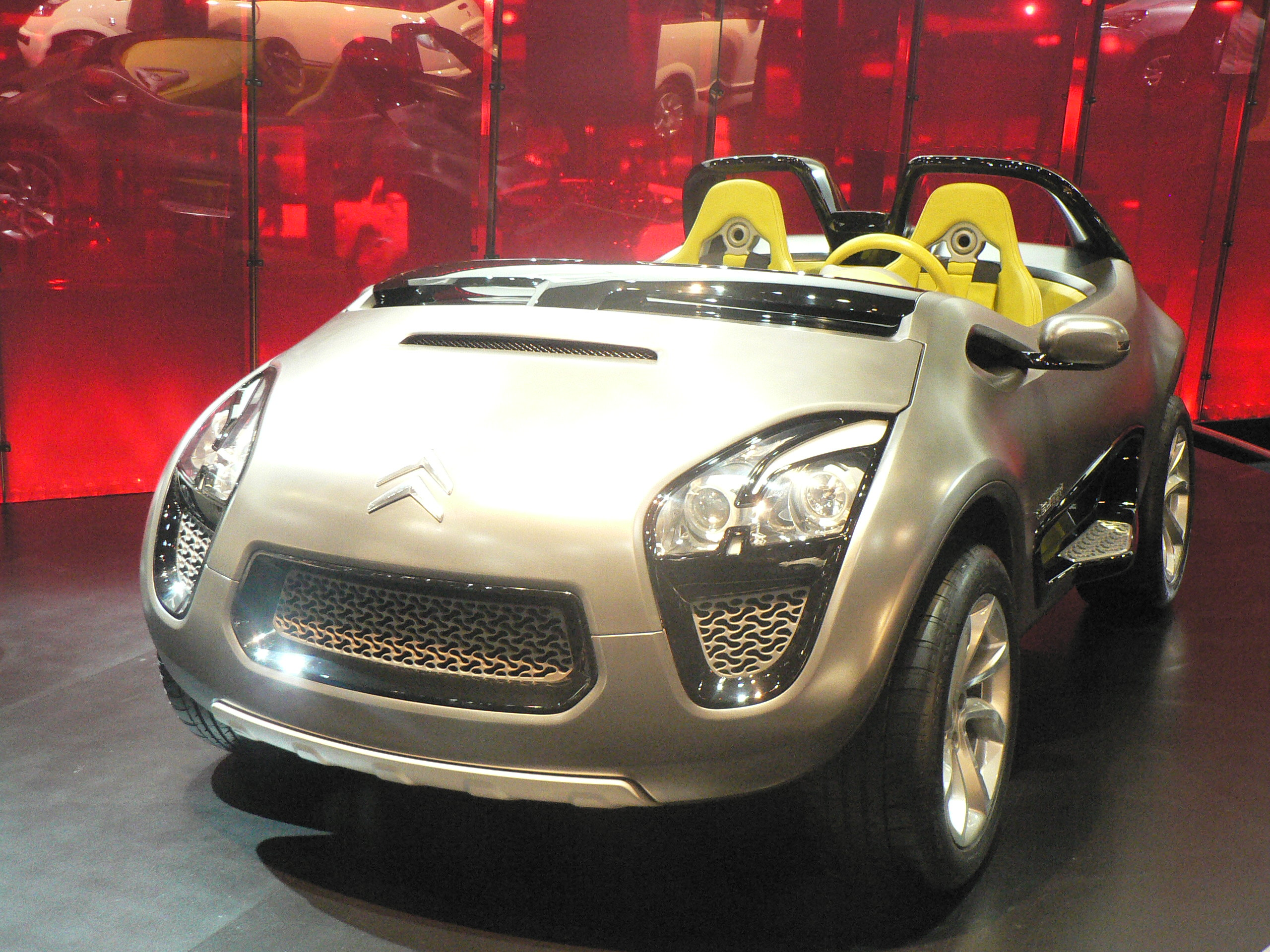
Citroën C-Buggy
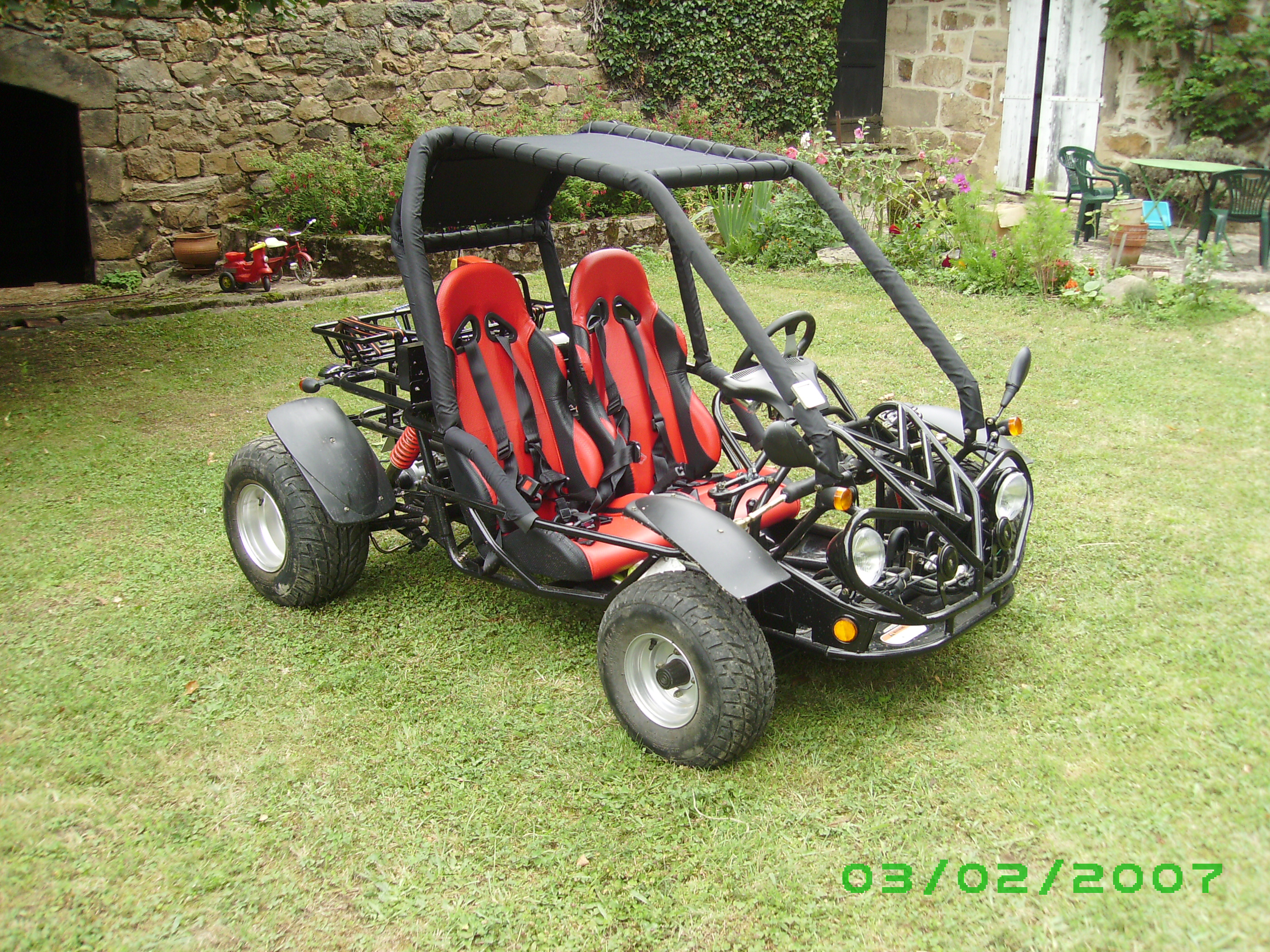
Buggy chinois (Divine Star)
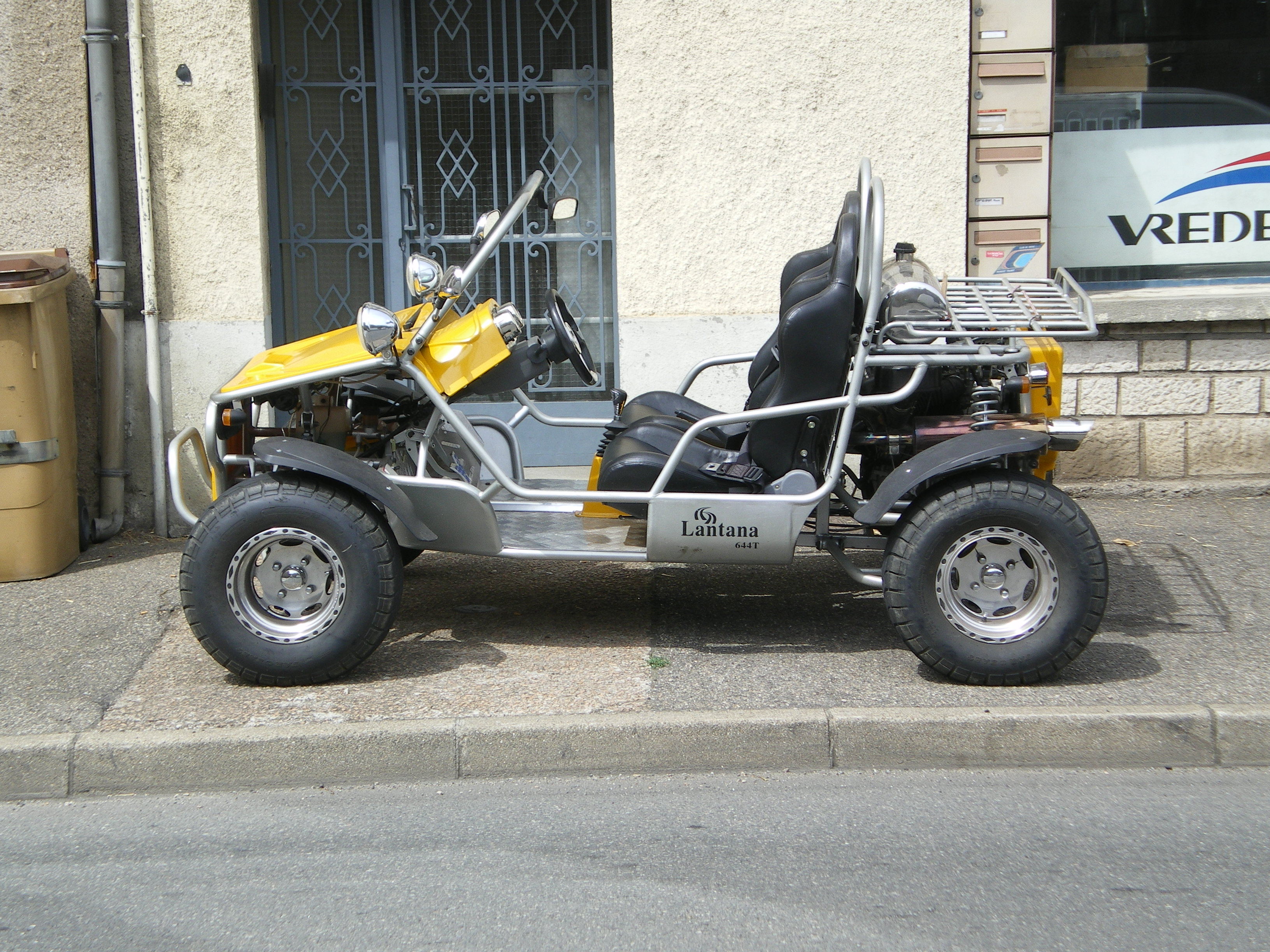
Buggy Lantana classic
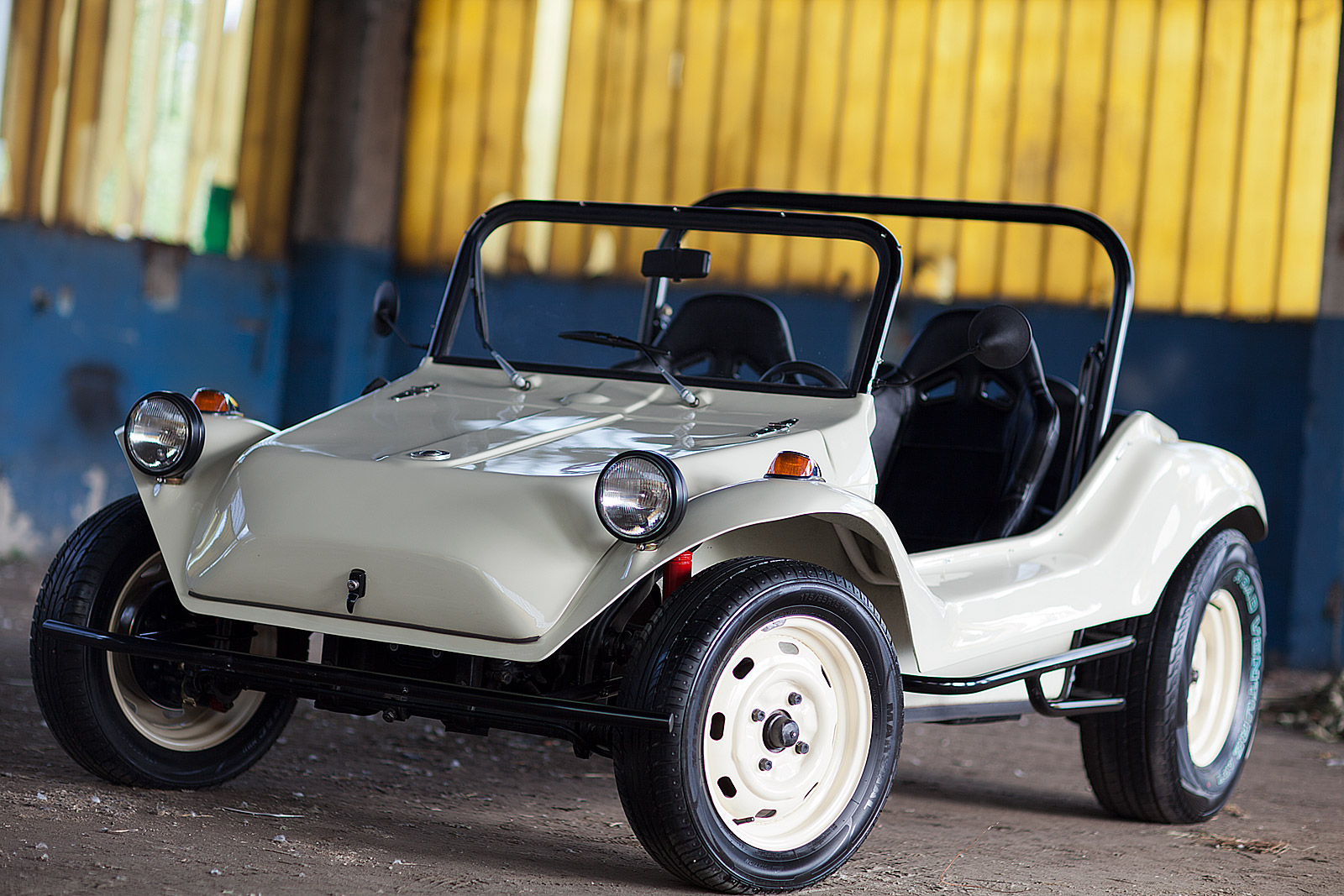
Buggy Ruska Buggy
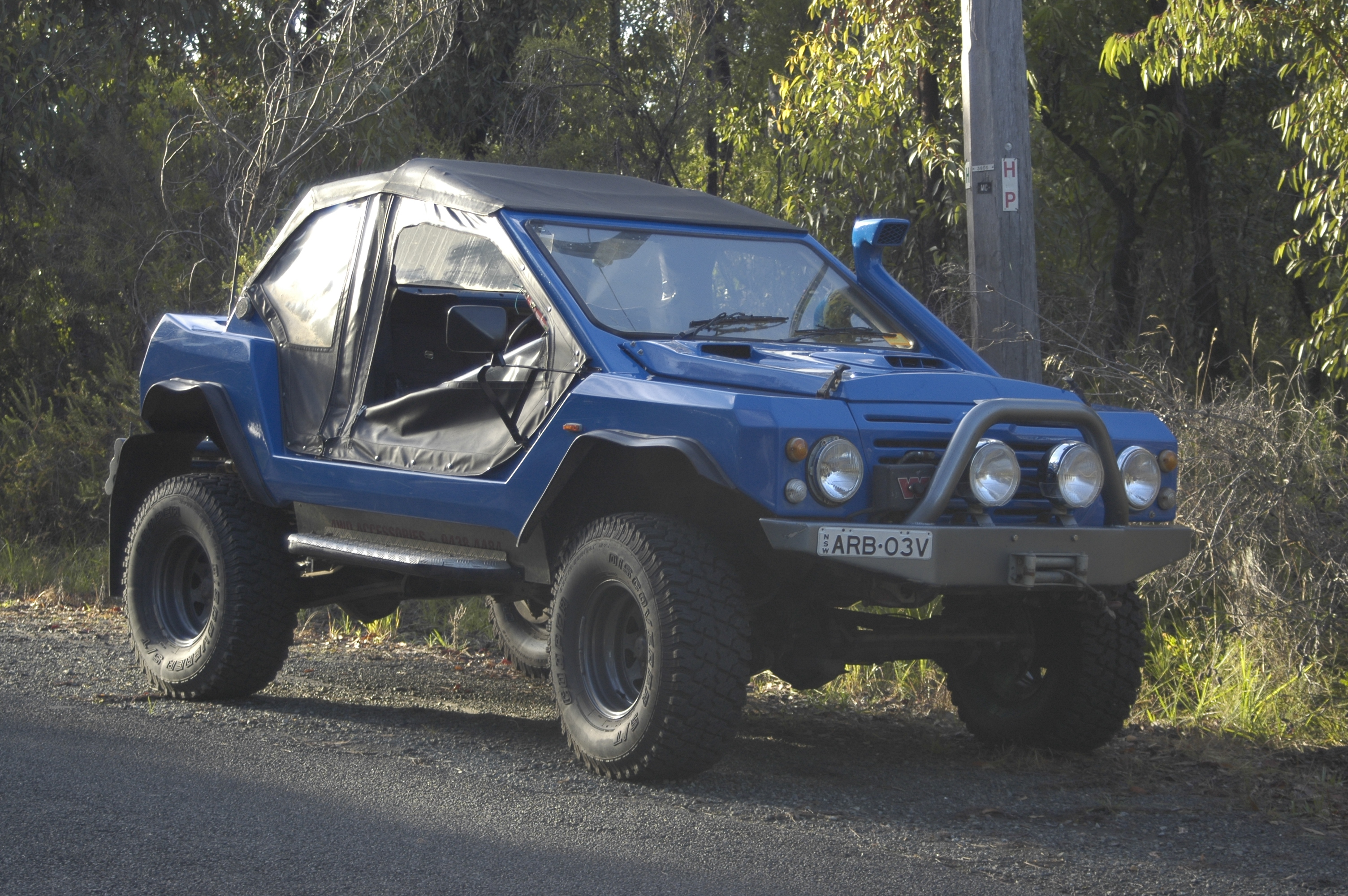
Le Bush Ranger, buggy australien à 4 roues motrices.